# Казахська національна консерваторія імені Курмангази
Казахська національна консерваторія імені Курмангази (каз. Құрманғазы атындағы Қазақ ұлттық консерваториясы) — вищий музичний заклад в Алма-Аті, готує композиторів, музикознавців, диригентів хору й народних оркестрів, піаністів, вокалістів, виконавців на всіх інструментах симфонічного оркестру й народних інструментах.

## Історія
Заснована 1944 року. 1945 надано ім'я казахського народного музиканта Курмангази Сагирбаєва. 1998 року консерваторія стала асоційованим членом європейських консерваторій і вищих музичних шкіл, а 2000 виступила ініціатором створення й учасником Асоціації азійських консерваторій. 

## Ректори
Аубакірова Жанія Яхіяєвна — казахська піаністка, музикальний педагог, професор і колишня багаторічна ректор (1997—2018).

## Відомі випускники
- Мурат Мамбетов
- Роза Джаманова
- Жупар Габдулліна
- Олександр Зацепін